# 1dayトーナメント
1dayトーナメント（わんでいトーナメント）は、日本女子プロ将棋協会（LPSA）が主催する女流棋士らによる将棋の棋戦である。2007年6月創設。日本女子プロ将棋協会の独立以来、初となる独自の棋戦（LPSA準公認棋戦）である。

## 方式

### 概要
1回戦から決勝までを1日で行う指し切り、毎月開催の大会ごとに出場者を決める自由参加の早指しであることが最大の特徴であり基本である。
各回ごとにスポンサーを募り内容を企画しているため、出場者だけでなく、大会や対局の部分的な形式、大会名なども開催する大会ごとに変わり、特色のあるものになる場合が多い。
全対局の模様は日本女子プロ将棋協会（LPSA）の公式ウェブサイトにてインターネット中継される。

### 採用された形式とその回数、持ち時間
第51回終了時点において採用されたことのある各形式およびその採用回数、持ち時間は以下の通り。
|             | 採用された形式               | 採用回数      | 採用持ち時間                       | 備考                                                |
| 通常        | 10                           | h30、m30、m20 | h30は8回、m30は1回、m20は1回採用。 |                                                     |
| 場 所       | 公開対局（入場無料）         | 8             | h15                                | 開催回（10、13、22、25、32、34、42、49）            |
| 場 所       | 公開対局（入場有料）         | 11            | m10、h20、h10k、h15、f15、h5       | 開催回（7、19、24、31、36、39、40、41、44、46、50） |
| 場 所       | ネット対局                   | 4             | h15k、m15k、h20k、h15              | 開催回（2、7、24、39）                              |
| 場 所       | その他                       | 4             | m20、h30                           | 開催回（8、20、GSPカップWest）                      |
| 選 手 参 加 | 招待・選抜選手参加（個人戦） | 7             | h30                                | 開催回（4、16、28、35、38、43、47）                 |
| 選 手 参 加 | 一般選手参加（オープン）     | 4             | h30、h5、f15                       | 開催回（26、33、37、40）                            |
| 選 手 参 加 | 大会本戦出場者決定戦         | 5             | n/a                                | 開催回（26、33、37、41、46）                        |
| 選 手 参 加 | 大会本戦出場者公募抽選       | 1             | n/a                                | 開催回（40）                                        |
| 選 手 参 加 | 大会本戦出場者選抜総選挙     | 1             | n/a                                | 開催回（44）                                        |
| 選 手 参 加 | グランドチャンピオン決定戦   | 1             | n/a                                | 開催回（50）                                        |
| 対 戦 方 式 | パラマストーナメント         | 1             | h15                                | 開催回（39）                                        |
| 対 戦 方 式 | 総当りリーグ戦               | 3             | t0、h30、h5                        | 開催回（9、12、23）                                 |
| 対 戦 方 式 | 大会当日に対戦組み合せ抽選   | 7             | n/a                                | 開催回（ペア将棋の回、41、46）                      |
| 対 戦 方 式 | 三番勝負                     | 1             | t0                                 | 開催回（9）                                         |
| 対 戦 方 式 | 団体戦                       | 1             | h30                                | 開催回（12）                                        |
| 対 戦 方 式 | 指定局面戦                   | 1             | h30                                | 開催回（51）                                        |
| 対 戦 方 式 | 駒落ち                       | 2             | n/a                                | 開催回（26、41）                                    |
| 対 戦 方 式 | ペア将棋                     | 5             | h5+相談タイム1回3分                | 開催回（6、18、30、40、45）                         |
| 対 戦 方 式 | どうぶつしょうぎ             | 2             | h5                                 | 開催回（23、33）                                    |
|             | エキシビションマッチ         | 1             | n/a                                | 開催回（41）                                        |
| 参加型      | 3                            | h30、f15      | 開催回（14、26、37）               |                                                     |

### 各形式の内容と特徴
（注：「通常」以外の各形式において、記述で触れていない点は基本的に「通常」の内容と同じになる。）
通常
LPSA芝浦サロン（2010年9月まではLPSA駒込サロン）を会場とし、LPSA所属の女流棋士およびツアー女子プロより8名が参加してトーナメント戦を行う。決勝は一番勝負。インターネット中継によりほぼリアルタイムの観戦ができる。会場は非公開であり一般のファンの立ち入りはできないが、スポンサー企業関係者や個人スポンサーが間近（最も近いところでは盤そばの中継席）で観戦している場合がある。
初期の頃はコメント付棋譜再現盤面、写真画像、録画した動画の配信によるインターネット中継であったが、第11回頃からは対局場にカメラが設置され、Ustream を利用したリアルタイムの動画も配信されるようになった。第31回頃からは棋譜再現盤面の横に「Twitter観戦席」が設けられ、LPSAスタッフや観戦者らの「ツイート（「つぶやき」）」が見られるようになった。
賞金額は第1回大会のみ公表（優勝15万円、準優勝3万円）され、第2回以降は公表されていない。その他に副賞や記念品、参加賞などが存在するケースがあり、それらの内容は概ね中継サイトで発表されている。
公開対局
通常のLPSAサロンとは異なる場所に会場を設けて、観客を受け入れる。会場への入場に事前申し込みが必要な有料の公開対局と、当日受付のみで自由に入場することができる無料の公開対局がある。会場では対局者の横に大盤が用意され、観客は大盤解説を聞きながら観戦することができる。大盤解説は、駒の名称や符号は口に出さず、指示棒などで盤面を示しながら行われる。指導対局などのイベントも併せて行われる。
ネット対局
「総合対局サイトTAISEN」あるいは「将棋ランド」を対局場とし、対局者は自宅等の任意の場所からアクセスして対局する。「総合対局サイトTAISEN」では観戦者はリアルタイムの観戦だけでなく観戦チャットができ、そのチャットにおいて女流棋士らによる解説や感想戦も行われる。
招待・選抜選手参加（個人戦）
女子アマチュア選手（女子アマ棋戦のタイトル保持者・経験者や上位入賞者、LPSA公認アシスタントインストラクター「アイリス」のメンバー）が招待選手あるいは選抜選手として出場する。
わかばカップでは小学生女流名人が準優勝しニュースとしてメディアでとり上げられ話題になったほか、選抜選手のみ出場のGSPカップでは中継サイトにアクセスが殺到し、決勝戦途中からサーバー業者に帯域制限をかけられて閲覧しにくい状態が続くなど、注目を集める形式の一つである。
ペア将棋
各ペアは自分達の手番ごとに二人が交代で指し、途中で3分の相談タイムを1回取ることができる。相談タイム以外で話し掛けることはできない。ペア将棋では、その局面における最善手を指すことよりも、次に交代で指す人（パートナー）と読み筋を共有しやすそうな手を選んで指すことが重要となる。
対局中には、対戦相手の指し手に対してだけでなくペアとして組んでいるお互いの指し手に対しても様々なリアクションが見られることがある。相談タイムではそれまでの進行に対する色々な感想が出たり、そこで話し合った読み筋がその後的中するかどうかといった点などが見所となる。
「ファミリーカップ」では夫婦、姉妹、親子、師弟、同門などのペアが出場している。
参加型
LPSAの教室やサロンの会員らが様々な形で大会に参加する。記録係（振り駒・棋譜等）、撮影係、大盤解説聞き手、観戦記などの大会運営への参加のほか、「Monday・X」としてトーナメントにも出場している（本戦出場者を決める予選リーグは棋力に応じた駒落ち、本戦の手合割は普段のレッスンと同じ）。

### 持ち時間
上記表に示されている通り、持ち時間は30分以下の範囲内で、各形式ごと、または、各大会ごとにそれぞれ設定されている。消費時間の計測にはチェスクロックを使用する。
2005年以降、予選や本戦での持ち時間を30分ないし40分と短く設定する女流棋戦が相次いで登場しているが（下表参照）、代表的な女流棋戦のうち、決勝までを一貫して早指しにより行うものは、本棋戦のほか、ネット棋戦の女流最強戦、テレビ棋戦としてリニューアルした女流王将戦のみである。
そして、短い持ち時間を採用する理由ともなる、1日複数回の対局、および、公開対局やインターネット中継も珍しくなくなってきている。マイナビ女子オープンでは予選一斉対局（公開対局）により1日3回（予選1回戦1組、同2組、予選決勝）、天河戦予選でも1日3回（2勝通過2敗失格方式）対局を組むなど、本棋戦のように1日に3、4回対局を組んで中継するというスタイルは、女流棋戦における主なスタイルの一つになったといえる。
| 棋戦名（範囲）                                 | 持ち時間                | 創設年                 |
| ---------------------------------------------- | ----------------------- | ---------------------- |
| マイナビ女子オープン（予選）                   | 40分（切れたら1手1分）  | 2007年                 |
| リコー杯女流王座戦（1次予選）                  | 40分（切れたら1手1分）  | 2011年                 |
| NTTル・パルク杯天河戦（予選）                  | 40分（切れたら1手1分）  | 2008年                 |
| 日レスインビテーションカップ（準決勝まで）     | 40分（切れたら1手1分）  | 2007年                 |
| 大和証券杯ネット将棋・女流最強戦（全対局）     | 30分（切れたら1手30秒） | 2007年                 |
| 霧島酒造杯女流王将戦（全対局）                 | 25分（切れたら1手40秒） | 2009年（リニューアル） |
| 1dayトーナメント（全対局）                     | 各大会ごとに設定        | 2007年                 |
| きしろ杯争奪関西女流メイショウ戦（準決勝まで） | 40分（切れたら1手30秒） | 2005年（2009年終了）   |

### 出場選手
本棋戦の主な参加者はLPSA所属の女流棋士およびツアー女子プロであるが、フリー参加制の棋戦として、これまでに以下のような選手が出場している。
|                | 出場資格                      | 資格内容・出場選手 |
| -------------- | ----------------------------- | --- |
| プ ロ          | 女流棋士                      | LPSA所属の現役女流棋士。「Mondayカップ」（「Mondayレッスン」講師中心）やペア将棋の大会では引退している女流棋士も出場した。 |
| プ ロ          | 女流プロ棋士                  | LPSA独自の棋士規程に基づき認証・昇級するプロ棋士。 |
| プ ロ          | ツアー女子プロ （ツアー選手） | LPSAの試験・研修を経て登録される1年更新（年度ごと）の契約プロ。本棋戦優勝3回、あるいは、LPSA公認棋戦優勝1回ないし準優勝2回で、LPSAの女流プロ棋士に昇級できる。引退した女流棋士が転向して登録される場合もある。 |
| プ ロ          | その他                        | ペア将棋における夫妻ペア・師弟ペア（LPSA所属女流棋士の配偶者・師匠）、どうぶつしょうぎの個人戦選手として男性プロ棋士が出場。エキシビションマッチ（手合割：角落ち）に男性プロ棋士が出場。 |
| ア マ チ ュ ア | 招待選手 選抜選手             | LPSA主催のGSP（ガールズ将棋プロジェクト）関連の大会（小・中女子名人戦、女子アマ王位戦、女子アマ団体戦）をはじめとする各女子アマ棋戦のタイトル保持者や上位入賞者、LPSA公認アシスタントインストラクター「アイリス」のメンバーが個人戦に出場。 |
| ア マ チ ュ ア | 一般選手                      | 「Monday・X」決定リーグ（性別不問、棋力に応じ駒落ち、参加有料）優勝者の男性（「Mondayレッスン」生徒）が個人戦に出場（手合割は普段のレッスンと同じ）。どうぶつしょうぎによるオープン・トーナメントに、一般参加選手による予選リーグ上位12名が出場。ペア将棋で女流棋士とペアを組む一般の選手が公募され、抽選で選ばれた男性が出場。 |
| ア マ チ ュ ア | その他                        | アイリスのメンバー：ペア将棋のペア、団体戦のメンバー、どうぶつしょうぎの個人戦選手として出場。 女子アマ強豪：団体戦のメンバーとして出場。 男子アマ強豪：ペア将棋の夫妻ペア（LPSA所属女流棋士の配偶者）、どうぶつしょうぎの個人戦選手として出場。 キッズ選抜：兄妹（妹は「キッズスクール」の生徒第1号）がどうぶつしょうぎの個人戦にそれぞれ出場。 スポンサー関係者・協賛者：ペア将棋のペアとして出場。 親子ペア：GSPカップEast優勝者とその父親がペア将棋の親子ペアとして出場。 ペアマッチ将棋大会の成績優秀者：ペア将棋のペアとして出場。 |

## 歴代決勝結果
| - 持ち時間の表記は以下 - 数字は単位(分) - 「m」：切れたら1手60秒 「h」：切れたら1手30秒 - 「f」：切れたら1手40秒 「t」：切れたら1手10秒 - 「0t」：初手より1手10秒 「k」：考慮時間5分(1分×5回) - 「s」：相談タイム(3分×1回) - 参加人数の()はペア将棋・チーム戦等の組数 - 大会形式は記載がなければトーナメント戦 |

| 回 | 開催年月日     | 大会名                       | 優勝                                          | 準優勝                                       | 持ち 時間 | 参加 人数 | 大会形式                                                      | 注            |
| -- | -------------- | ---------------------------- | --------------------------------------------- | -------------------------------------------- | --------- | --------- | ------------------------------------------------------------- | ------------- |
| 01 | 2007年06月17日 | パールカップ                 | 中井広恵                                      | 島井咲緒里                                   | 30h       | 8         |                                                               | [ 2 ]         |
| 02 | 2007年07月15日 | ライブログカップ             | 藤森奈津子                                    | 鹿野圭生                                     | 15hk      | 8         | 公開ネット対局                                                | [ 3 ]         |
| 03 | 2007年08月19日 | エミューカップ               | 石橋幸緒                                      | 中倉宏美                                     | 30h       | 8         |                                                               | [ 4 ]         |
| 04 | 2007年09月16日 | わかばカップ                 | 島井咲緒里                                    | 新藤仁奈アマ                                 | 30h       | 8         | アマ2名参加                                                   | [ 5 ]         |
| 05 | 2007年10月14日 | フランボワーズカップ         | 島井咲緒里                                    | 北尾まどか                                   | 30m       | 8         |                                                               | [ 6 ]         |
| 06 | 2007年11月04日 | ファミリーカップ             | 松尾歩 松尾香織 ペア                          | 大庭美樹 大庭美夏 ペア                       | 5hs       | 12(6)     | ペア将棋 棋士3・アマ1名参加                                   | [ 7 ]         |
| 07 | 2007年12月23日 | ファンクラブカップ           | 中井広恵                                      | 石橋幸緒                                     | 15mk 10m  | 14        | 公開ネット対局(予選) 公開対局(決勝)                           | [ 8 ]         |
| 08 | 2008年01月27日 | Bin's Gate Cup               | 島井咲緒里                                    | 北尾まどか                                   | 20m       | 6         | 関西で初開催                                                  | [ 9 ]         |
| 09 | 2008年02月17日 | 蒲刈カップ                   | 石橋幸緒                                      | 藤森奈津子                                   | 0t        | 10        | リーグ戦(予選) 三番勝負(決勝)                                 | [ 10 ]        |
| 10 | 2008年03月02日 | 武蔵の国・府中けやきカップ   | 島井咲緒里                                    | 蛸島彰子                                     | 15h       | 6         | 公開対局                                                      | [ 11 ]        |
| 11 | 2008年04月29日 | 柳月カップ                   | 中井広恵                                      | 石橋幸緒                                     | 20m       | 8         |                                                               | [ 12 ]        |
| 12 | 2008年05月25日 | さつきカップ                 | 蛸島彰子 笠井友貴アマ 松本安規子アマ (雪月花) | 北尾まどか 泉對貴子アマ 今花暢アマ (かのん♪) | 30h       | 12(4)     | プロアマ混合チーム リーグ戦 アマ8名参加                       | [ 13 ]        |
| 13 | 2008年06月08日 | とちのきカップ               | 北尾まどか                                    | 松尾香織                                     | 15h       | 6         |                                                               | [ 14 ]        |
| 14 | 2008年07月21日 | MONDAYカップ                 | 船戸陽子                                      | 石橋幸緒                                     | 30h       | 8         |                                                               | [ 15 ]        |
| 15 | 2008年08月17日 | ボタニカカップ               | 石橋幸緒                                      | 船戸陽子                                     | 30h       | 8         |                                                               | [ 16 ]        |
| 16 | 2008年09月15日 | GSPカップ                    | 笠井友貴アマ                                  | 相馬美咲アマ                                 | 30h       | 8         | アマチュア大会                                                | [ 17 ]        |
| 17 | 2008年10月19日 | Tefu CUP                     | 中倉宏美                                      | 船戸陽子                                     | 30h       | 8         |                                                               | [ 18 ]        |
| 18 | 2008年11月03日 | ファミリーカップ             | 片上大輔 北尾まどか ペア                      | 藤森奈津子 藤森保アマ ペア                   | 5hs       | 12(6)     | ペア将棋 棋士3・アマ3名参加                                   | [ 19 ]        |
| 19 | 2008年12月23日 | フランボワーズカップ         | 船戸陽子                                      | 中井広恵                                     | 20h       | 8         | 公開対局                                                      | [ 20 ]        |
| 20 | 2009年01月18日 | アパガードカップ             | 中井広恵                                      | 北尾まどか                                   | 30h       | 8         |                                                               | [ 21 ]        |
| 21 | 2009年02月22日 | きさらぎカップ               | 蛸島彰子                                      | 北尾まどか                                   | 30h       | 8         |                                                               | [ 22 ]        |
| 22 | 2009年03月20日 | 武蔵の国・府中けやきカップ   | 石橋幸緒                                      | 蛸島彰子                                     | 15h       | 6         | 公開対局                                                      | [ 23 ]        |
| 23 | 2009年04月19日 | どうぶつしょうぎカップ       | 中田功                                        | 武田俊平アマ                                 | 5h        | 8         | どうぶつしょうぎ大会 総当りリーグ戦 棋士1・アマ3名参加        | [ 24 ]        |
| 24 | 2009年05月06日 | ファンクラブカップ           | 中井広恵                                      | 石橋幸緒                                     | 15mk 10m  | 16        | 公開ネット対局(予選) 公開対局(決勝)                           | [ 25 ]        |
| 25 | 2009年06月14日 | とちのきカップ               | 石橋幸緒                                      | 船戸陽子                                     | 15h       | 8         |                                                               | [ 26 ]        |
| 26 | 2009年07月20日 | MONDAYカップ                 | 船戸陽子                                      | 中倉彰子                                     | 30h       | 8         | アマ1名参加                                                   | [ 27 ]        |
| 27 | 2009年08月16日 | シュヴァリエカップ           | 渡部愛                                        | 中井広恵                                     | 30h       | 8         |                                                               | [ 28 ]        |
| 28 | 2009年09月23日 | GSPカップ                    | 藤井敬子アマ                                  | 鈴木真里アマ                                 | 30h       | 8         | アマチュア大会                                                | [ 29 ]        |
| 29 | 2009年10月11日 | Tefu CUP                     | 中井広恵                                      | 藤田麻衣子                                   | 30h       | 8         |                                                               | [ 30 ]        |
| 30 | 2009年11月15日 | ファミリーカップ             | 植山悦行 中井広恵 ペア                        | 所司和晴 松尾香織 ペア                       | 5hs       | 12(6)     | ペア将棋 棋士3・アマ1名参加                                   | [ 31 ]        |
| 31 | 2009年12月23日 | フランボワーズカップ         | 中井広恵                                      | 石橋幸緒                                     | 15h       | 8         | 公開対局                                                      | [ 32 ]        |
| 32 | 2010年01月11日 | Bin's Gate Cup               | 中井広恵                                      | 石橋幸緒                                     | 15h       | 6         | 公開対局                                                      | [ 33 ]        |
| 33 | 2010年02月28日 | どうぶつしょうぎカップ       | 伊藤大介アマ                                  | 城市泉アマ                                   | 5h        | 36        | どうぶつしょうぎ大会 棋士1・アマ32名参加                      | [ 34 ]        |
| 34 | 2010年03月22日 | 武蔵の国・府中けやきカップ   | 島井咲緒里                                    | 藤田麻衣子                                   | 15h       | 6         | 公開対局(決勝)                                                | [ 35 ]        |
| 35 | 2010年04月29日 | GSPカップWest                | 室谷早紀アマ                                  | 瀬戸川智香アマ                               | 30h       | 8         | アマチュア大会                                                | [ 36 ]        |
| 36 | 2010年06月20日 | NIS×TefuCUP                  | 石橋幸緒                                      | 松尾香織                                     | 15h       | 8         | 公開対局                                                      | [ 37 ]        |
| 37 | 2010年07月19日 | MONDAYカップ                 | 船戸陽子                                      | 渡部愛                                       | 15f       | 8         | アマ1名参加                                                   | [ 38 ]        |
| 38 | 2010年09月23日 | GSPカップEast                | 和田あきアマ                                  | 鈴木悠子アマ                                 | 30h       | 6         | アマチュア大会                                                | [ 39 ]        |
| 39 | 2010年10月11日 | ファンクラブカップ           | 石橋幸緒                                      | 中井広恵                                     | 15h 15f   | 12        | 公開ネット対局(予選) 公開対局(準決勝・決勝)                   | [ 40 ]        |
| 40 | 2010年11月23日 | HIAファミリーカップ          | 中倉彰子 中倉宏美 ペア                        | 中井広恵 白鳥光良アマ ペア                   | 5h        | 12(6)     | ペア将棋 アマ5名参加                                          | [ 41 ]        |
| 41 | 2010年12月23日 | フランボワーズカップ         | 渡部愛                                        | 中井広恵                                     | 15h       | 8         | 公開対局                                                      | [ 42 ]        |
| 42 | 2011年05月01日 | 武蔵の国・府中けやきカップ   | 松尾香織                                      | 島井咲緒里                                   | 15h       | 6         | 公開対局                                                      | [ 43 ]        |
| 43 | 2011年09月23日 | GSPカップEast                | 小山田友希アマ                                | 鎌村ちひろアマ                               | 30h       | 6         | アマチュア大会                                                | [ 44 ]        |
| 44 | 2011年10月16日 | ファンクラブカップ           | 島井咲緒里                                    | 石橋幸緒                                     | 15h 20h   | 4         | 公開対局                                                      | [ 45 ]        |
| 45 | 2011年11月23日 | HIAライフプランカップ        | 石橋幸緒 糸田真吾アマ ペア                    | 小野ゆかりアマ 相良剛史アマ ペア             | 5h        | 12(6)     | ペア将棋 アマ7名参加                                          | [ 46 ]        |
| 46 | 2011年12月25日 | フランボワーズカップ         | 渡部愛                                        | 船戸陽子                                     | 15h       | 8         | 公開対局                                                      | [ 47 ]        |
| 47 | 2012年01月09日 | GSPカップWest                | 山口真子アマ                                  | 今井絢アマ                                   | 30h       | 6         | アマチュア大会                                                | [ 48 ]        |
| 48 | 2012年02月19日 | Tefu CUP                     | 渡部愛                                        | 島井咲緒里                                   | 30h       | 8         |                                                               | [ 49 ]        |
| 49 | 2012年03月25日 | 武蔵の国・府中けやきカップ   | 船戸陽子                                      | 中倉宏美                                     | 15h       | 6         | 公開対局                                                      | [ 50 ]        |
| 50 | 2012年10月08日 | ファンクラブMinervaカップ    | 船戸陽子                                      | 中井広恵                                     | 15h       | 7         | 公開対局(決勝)                                                | [ 51 ]        |
| 51 | 2012年11月11日 | HIAライフプランカップ        | 中井広恵                                      | 島井咲緒里                                   | 30h       | 6         | 指定局面戦                                                    | [ 52 ]        |
| 52 | 2013年02月17日 | GSPオリオンカップ            | 小野ゆかりアマ                                | 室谷早紀アマ                                 | 30h       | 6         | アマチュア大会                                                | [ 53 ]        |
| 53 | 2013年03月24日 | 武蔵の国・府中けやきカップ   | 渡部愛                                        | 中倉宏美                                     | 15h       | 6         | 公開対局                                                      | [ 54 ]        |
| 54 | 2013年10月20日 | ファンクラブカップ           | 石橋幸緒 島井咲緒里 松尾香織 (ゆずれもん)     | 中倉宏美 中倉彰子 渡部愛 (ポジラブでGO!)     | 15h       | 12(4)     | 女子プロ団体戦 公開対局(決勝)                                 | [ 55 ]        |
| 55 | 2013年12月15日 | HIAライフプランカップ        | 藤森奈津子 島井咲緒里 松木秀介アマ (チームF)  | -                                            | 20m       | 9(3)      | 3人リレー将棋 アマ3名参加                                     | [ 56 ]        |
| 56 | 2014年01月26日 | アカデミックカップ           | 石橋幸緒                                      | 中倉彰子                                     | 20f       | 8         |                                                               | [ 57 ]        |
| 57 | 2014年03月23日 | 武蔵の国・府中けやきカップ   | 島井咲緒里                                    | 渡部愛                                       | 15h       | 6         | 公開対局                                                      | [ 58 ]        |
| 58 | 2014年12月14日 | ファンクラブカップ           | 渡部愛                                        | 島井咲緒里                                   | 15h       | 8         | 公開対局                                                      | [ 59 ]        |
| 59 | 2015年04月26日 | 卯月カップ                   | 渡部愛                                        | 中倉宏美                                     | 15h       | 6         | 公開対局                                                      | [ 60 ]        |
| 60 | 2015年12月12日 | Minervaカップ2015            | 島井咲緒里                                    | 渡部愛                                       | 15h       | 9         | 公開対局(準決勝・決勝)                                        | [ 61 ]        |
| 61 | 2016年03月20日 | 武蔵の国・府中けやきカップ   | 渡部愛                                        | 島井咲緒里                                   | 15h       | 6         | 公開対局                                                      | [ 62 ]        |
| 62 | 2016年08月20日 | 坪井カップ                   | 渡部愛                                        | 島井咲緒里                                   | 15h       | 8         |                                                               | [ 63 ]        |
| 63 | 2016年12月05日 | Minervaカップ2016            | 渡部愛                                        | 堀彩乃                                       | 15h       | 10        | 公開対局(準決勝・決勝)                                        | [ 64 ]        |
| 64 | 2017年03月18日 | 武蔵の国・府中けやきカップ   | 渡部愛                                        | 中倉宏美                                     | 15h       | 6         | 公開対局                                                      | [ 65 ]        |
| 65 | 2017年06月17日 | 坪井カップ                   | 島井咲緒里                                    | 蛸島彰子                                     | 15h       | 8         | 公開対局                                                      | [ 66 ]        |
| 66 | 2017年12月16日 | Minervaカップ2017            | 渡部愛                                        | 上川香織                                     | 15h       | 10        | 公開対局(準決勝・決勝)                                        | [ 67 ]        |
| 67 | 2018年03月21日 | 武蔵の国・府中けやきカップ   | 島井咲緒里                                    | 堀彩乃                                       | 15h       | 6         | 公開対局                                                      | [ 68 ]        |
| 68 | 2018年06月09日 | 坪井カップ                   | 島井咲緒里                                    | 渡部愛                                       | 15h       | 8         | 公開対局                                                      | [ 69 ]        |
| 69 | 2018年12月08日 | Minervaカップ2018            | 渡部愛                                        | 上川香織                                     | 15h       | 10        | 公開対局(準決勝・決勝)                                        | [ 70 ]        |
| 70 | 2019年03月17日 | 武蔵の国・府中けやきカップ   | 礒谷真帆                                      | 堀彩乃                                       | 15h       | 5         | 公開対局                                                      | [ 71 ]        |
| 71 | 2019年05月25日 | 坪井カップ                   | 島井咲緒里                                    | 大庭美樹                                     | 15h       | 8         | 公開対局                                                      | [ 72 ]        |
| 72 | 2020年01月18日 | Minervaカップ                | 礒谷真帆                                      | 島井咲緒里                                   | 15h       | 11        | 公開対局(準決勝・決勝)                                        | [ 73 ]        |
| 73 | 2020年03月22日 | 武蔵の国・府中けやきカップ   | 船戸陽子                                      | 渡部愛                                       | 15h       | 6         | ネット中継                                                    | [ 74 ]        |
| 74 | 2020年09月22日 | 第2回卯月カップ              | 室田伊緒                                      | 堀彩乃                                       | 15h       | 8         | 棋譜中継(全対局) 動画配信(大盤解説) 日本将棋連盟所属者3名参加 | [ 75 ]        |
| 75 | 2021年02月14日 | Minervaカップ                | 堀彩乃                                        | 渡部愛                                       | 15h       | 9         | 公開対局(準決勝・決勝)                                        | [ 76 ]        |
| 76 | 2021年03月21日 | 第14回武蔵国府中けやきカップ | 堀彩乃                                        | 渡部愛                                       | 15h       | 6         | 公開対局                                                      | [ 77 ]        |
| 77 | 2022年01月30日 | Minervaカップ                | 渡部愛                                        | 田中沙紀                                     | 15h       | 9         | 公開対局(準決勝・決勝)                                        | [ 78 ]        |
| 78 | 2022年03月13日 | 第15回武蔵国府中けやきカップ | 田中沙紀                                      | 中倉宏美                                     | 15h       | 5         | 公開対局 動画配信(大盤解説)                                   | [ 79 ]        |
| 79 | 2023年02月12日 | Minervaカップ                | 渡部愛                                        | 田中沙紀                                     | 15h       | 8         | 公開対局(準決勝・決勝)                                        | [ 80 ]        |
| 80 | 2023年03月19日 | 第16回武蔵国府中けやきカップ | 渡部愛                                        | 堀彩乃                                       | 15h       | 6         | 公開対局                                                      | [ 81 ]        |
| 81 | 2023年04月23日 | 第3回卯月カップ              | 堀彩乃                                        | 田中沙紀                                     | 15h       | 8         | 公開対局                                                      | [ 82 ]        |
| 82 | 2024年03月24日 | 第17回武蔵国府中けやきカップ | 磯谷祐維                                      | 田中沙紀                                     | 15h       | 6         | 公開対局                                                      | [ 83 ]        |
| 83 | 2024年05月11日 | Minervaカップ                | 磯谷祐維                                      | 礒谷真帆                                     | 15h       | 8         | 公開対局                                                      | [ 84 ] [ 85 ] |
| 84 | 2025年03月23日 | 第18回武蔵国府中けやきカップ | 渡部愛                                        | 礒谷真帆                                     | 15h       | 5         | 公開対局                                                      | [ 86 ]        |
| 85 | 2025年04月19日 | 第4回卯月カップ              | 渡部愛                                        | 磯谷祐維                                     | 15h       | 10        | 公開対局                                                      | [ 87 ]        |

## その他

### 「手譜」を用いた音声による自戦解説
本棋戦協賛のテラスデザイン研究所が制作しているグラフィカルな棋譜再現ソフト「手譜」を用い、その様々な機能を紹介しつつ過去の1dayトーナメントの中から思い出に残る1局を女流棋士が音声により自戦解説した。また、第48回1dayトーナメント「Tefu Cup」の開催に伴い、過去のほぼすべての1dayトーナメント対局のコメント付棋譜をまとめてインプットした「手譜」も公開した。
| 回 | 解説者     | 選んだ対局（対戦相手）                                | 公開日         |
| -- | ---------- | ----------------------------------------------------- | -------------- |
| 1  | 船戸陽子   | 第14回1day・Mondayカップ決勝（対石橋幸緒戦）          | 2011年12月24日 |
| 2  | 島井咲緒里 | 第44回1day・ファンクラブカップ決勝（対石橋幸緒戦）    | 2012年01月27日 |
| 3  | 渡部愛TJP  | 第41回1day・フランボワーズカップ決勝（対中井広恵戦）  | 2012年05月07日 |
| 4  | 石橋幸緒   | 第46回1day・フランボワーズカップ1回戦（対中井広恵戦） | 2012年08月28日 |